# Más buena
«Más buena» es una canción grabada e interpretada por las cantantes y compositoras mexicanas Alejandra Guzmán y Gloria Trevi incluida para su album dúo de estudio Versus (2017). Fue lanzada por la discográfica Universal Music como el segundo sencillo oficial del álbum el 25 de mayo del 2017 y ese mismo día se publicó el vídeo oficial en su cuenta de VEVO del album en YouTube.

## Composición musical
Fue escrita por Edgar Barrera, Andrés Castro y la cantante colombiana Fanny Lu y producida por Armando Ávila. Tiene una duración de tres minutos con cincuenta y cuatro segundos.

## Lista de canciones

### Descarga digital[5]
- "Más buena": 3:54

## Posicionamiento en listas
| Lista                            | Posición |
| -------------------------------- | -------- |
| Billboard Mexico Espanol Airplay | 38       |

## Historial de lanzamiento
| Región | Fecha              | Formato                     | Discográfica                       | Ref.  |
| ------ | ------------------ | --------------------------- | ---------------------------------- | ----- |
| México | 25 de mayo de 2017 | Descarga digital, Streaming | Universal Music Group S.A. de C.V. | [ 7 ] |